# National Association of School Psychologists
National Association of School Psychologists (NASP) ist die größte landesweite professionelle Organisation von Schulpsychologen in den Vereinigten Staaten mit Sitz in Bethesda (Maryland). Zu den Zielen von NASP gehört, die Arbeit von Schulpsychologen in den Vereinigten Staaten zu unterstützen. NASP erarbeitet Standards für Ethik und Praxis von Schulpsychologen.
Präsidentin ist Melissa A. Reeves
Die NASP gibt zwei Publikationen heraus: 
- School Psychology Review (das zweitgrößte akademische, psychologische Magazin in den Vereinigten Staaten)
- Communiqué, die offizielle Zeitung von NASP

NASP ist ein Mitglied im National Council for Accreditation of Teacher Education (NCATE).
Die NASP ergänzt die Organisation American Psychological Association (APA).